# Кокэ-Тэмур

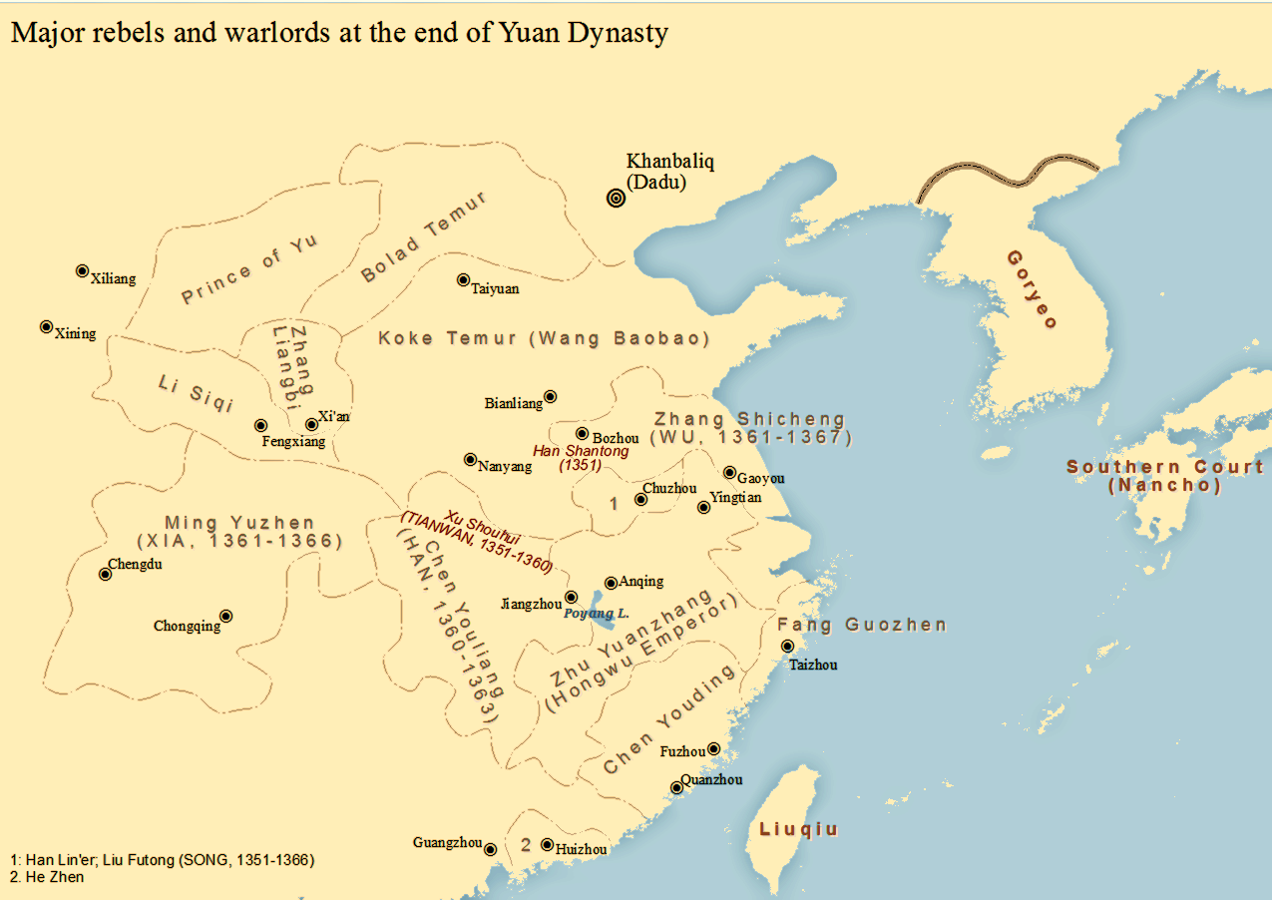
Территория империи Юань под контролем лидеров китайских повстанцев и монгольских военачальников, в том числе Кокэ-Тэмура в 1363 году

Кокэ-Тэмур, Коке-Темур (монг. Хөхтөмөр; кит. 擴廓帖木爾; ? — 1375) — монгольский военачальник династии Юань. До того, как он получил монгольское имя при дворе династии Юань в начале 1360-х годов, он был известен под своим китайским именем Ван Баобао (кит. 王保保).

## История
Он родился в провинции Хэнань. Его отцовская линия происходила из Центральной Азии, вероятно, из монгольского племени баят, но была идентифицирована как ханьская китайская ко времени его рождения. Его мать происходила или из найманов, или из уйгуров, и была сестрой видного монгольского военачальника Цаган-Тэмура. Кокэ-Тэмур был усыновлен своим дядей по материнской линии Цаган-Тэмуром, который сражался на стороне династии Юань против восставших красных повязок. Когда его дядя погиб на войне в Шаньдуне в 1362 году, Кокэ-Тэмур унаследовал пост и корпус Цаган-Тэмура и вскоре продемонстрировал военный талант в сражениях с восставшими красными повязками в провинции Шаньдун.
Кокэ-Тэмур выступил против другого крупного монгольского полководца Болад-Тэмура, стоявшим в Датуне, и вступил в Тайюань, чтобы противостоять ему. Кокэ-Тэмур встал на сторону наследного принца Аюшридары против фракции его отца Тогон-Тэмура в борьбе за власть в Даду, так как Болад-Тэмур поддерживал противников наследного принца.
В 1364 году Болад-Тэмур выдвинулся из Датуна на Даду и захватил бразды правления центрального правительства при императорском дворе. Наследный принц Аюшридара бежал в Тайюань, где обратился за помощью к Кокэ-Тэмуру. Наследный принц нанес ответный удар вместе с Кокэ-Тэмуром, закончив противостояние победой. В 1365 году Кокэ-Тэмур занял Даду. Он восстановил в правах наследного принца и был назначен вице-министром Секретариата и губернатором провинции Хэнань. Однако этот конфликт среди юаньских военачальников помог лидеру красных повязок Чжу Юаньчжану прийти к власти на юге Китая.
Кокэ-Тэмур командовал юаньской армией против китайских повстанцев, но столкнулся с предательством со стороны подчиненных, включая китайских офицеров, которые следовали за ним с самого начала. Хуже всего было то, что он был одален от Аюширидары, которому император Тогон-Тэмур предоставил политический и военный контроль. После двух крупных поражений (в обоих случаях он бежал один), Кокэ-Тэмур потерял Хэнань и Тайюань. С ростом сторонников династии Мин Кокэ-Тэмур вынужден был бежать Ганьсу. Династия Юань потерпела поражение и была вынуждена отступить из Китая в 1368 году.
В 1370 году, когда Тогон-Тэмур скончался, а его старший сын Аюшридара унаследовал императорский трон под именем Билигту-хана, Кокэ-Тэмур присоединился к новому хану, ставка которого теперь находилась в Каракоруме. Он взял на себя защиту хана. Император Чжу Юаньчжан семь раз приглашал Кокэ-Тэмура перейти к себе на службу, и даже предлагал ему взятки. Но Кокэ-Тэмур не оставил своего хана в беде.
В 1370 году император династии Минь Чжу Юаньчжан организовал большой военный поход на Монголию. Кокэ-Тэмур с войском, осаждавший в это время Ланьчжоу, снял осаду и двинулся на соединение со своим ханом. Но монголы потерпели поражение от китайцев, а Кокэ-Тэмур отступил в Каракорум. Весной 1372 года Чжу Юаньчжан предпринял новый крупный военный поход на Монголию. 120-тысячная армия под командованием генерала Сюй Да была разгромлена Кокэ-Тэмуром. Во время сражения погибло 20 тысяч китайских солдат. Но уже во время следующей битвы против армии Сюй Да в провинции Ганьсу Кокэ-Тэмур потерпел сильное поражение и вынужден был отступить через пустыню Гоби.
Сестра Кокэ-Тэмура была замужем за принцем Чжу Шуаном, вторым сыном первого минского императора Чжу Юаньчжана.
Позднее Коке-Тэмур во главе юаньской армии выступил в поход на китайские владения и расширил своё влияние до провинции Шаньси. Однако он скончался в 1375 году. Монгольский хан Билигту-хан последовал за ним в 1378 году. Их смерти сильно ослабили монгольское государство, погасив всякую надежду на восстановление династии Юань в Китае.